# Vigna halophila
Vigna halophila är en ärtväxtart som först beskrevs av Charles Vancouver Piper, och fick sitt nu gällande namn av Marechal och Al.. Vigna halophila ingår i släktet vignabönor, och familjen ärtväxter. Inga underarter finns listade i Catalogue of Life.